# Procura (diritto)
La procura, in diritto, è un atto con cui un soggetto conferisce ad un altro soggetto il potere di agire in suo nome e nel suo interesse atti giuridici nei confronti di terzi. Il termine è utilizzato anche per indicare il documento con cui è possibile provare l'esistenza dell'atto giuridico di procura.

## Nel mondo
L'istituto in oggetto presenta sensibili differenze da un ordinamento all'altro e fra ordinamenti nazionali differenti, per un approfondimento specifico si vedano le voci di seguito riportate.

### Italia
Nell'ordinamento giuridico italiano, è un atto giuridico con cui una parte può incaricare un'altra di agire in nome e per conto di terzi. L'istituto può essere accompagnato da un mandato di rappresentanza.

### Procure italiane all'estero
L'uso maggiore della procura ricorre nel caso di operazioni da compiere nel contesto internazionale. In tale caso la procura evita alla parte di recarsi personalmente in Italia per compiere l'atto giuridico desiderato. 
Nell'ordinamento giuridico italiano non esiste una normativa organica di riferimento. Tuttavia, la materia è regolata dall'art. 60 della Legge 218/1995 (Legge di riforma del sistema italiano di diritto internazionale privato).